# Franck Piccard
Franck Piccard (ur. 17 września 1964 w Les Saisies) – francuski narciarz alpejski, trzykrotny medalista olimpijski, brązowy medalista mistrzostw świata oraz mistrz świata juniorów.

## Kariera
Pierwszy sukces w karierze Franck Piccard osiągnął w 1982 roku, kiedy zdobył złoty medal w biegu zjazdowym podczas mistrzostw świata juniorów w Auron. Na tych samych mistrzostwach zajął także dziesiąte miejsce w slalomie. W zawodach Pucharu Świata zadebiutował 10 grudnia 1983 roku w Val d’Isère, gdzie zajął czwarte miejsce w supergigancie. Tym samym już w swoim debiucie zdobył pierwsze pucharowe punkty. Był to jednak jego jedyny start w sezonie 1983/1984, który ukończył ostatecznie na 37. pozycji. W lutym 1984 roku wystąpił na igrzyskach olimpijskich w Sarajewie, gdzie był dwudziesty w zjeździe, a rywalizacji w slalomie gigancie nie ukończył.
Na podium zawodów Pucharu Świata Piccard po raz pierwszy stanął 10 stycznia 1988 roku w Val d’Isère, zajmując drugie miejsce w supergigancie. W kolejnych zawodach sezonu 1987/1988 Francuz jeszcze trzykrotnie stawał na podium: 16 stycznia w Bad Kleinkirchheim był trzeci w zjeździe, dzień później w tej samej miejscowości był trzeci w kombinacji, a 13 marca 1988 roku w Beaver Creek odniósł swoje pierwsze zwycięstwo wygrywając supergiganta. W klasyfikacji generalnej dało mu to siódme miejsce, a w klasyfikacjach supergiganta i kombinacji był trzeci. W klasyfikacji supergiganta wyprzedzili go tylko Pirmin Zurbriggen ze Szwajcarii i Markus Wasmeier z RFN, a w kombinacji lepsi byli dwaj reprezentanci Austrii: Hubert Strolz i Günther Mader. W lutym 1988 roku brał udział w igrzyskach olimpijskich w Calgary, gdzie zdobył dwa medale. Najpierw zajął trzecie miejsce w zjeździe, plasując się za Zurbriggenem i jego rodakiem Peterem Müllerem. Sześć dni później wywalczył złoty medal w supergigancie, wyprzedzając bezpośrednio Austriaka Helmuta Mayera i Larsa-Börje Erikssona ze Szwecji. Był to debiut tej konkurencji w programie igrzysk, Piccard został tym samym pierwszym w historii mistrzem olimpijskim w supergigancie. Na tych samych igrzyskach Francuz startował także w kombinacji, jednak nie ukończył rywalizacji. Po zjeździe zajmował drugą pozycję, jednak podczas slalomu wypadł z trasy.
W latach 1985–1987 w zawodach PŚ notował przeciętne wyniki, w klasyfikacji generalnej plasując się poza czołową dziesiątką. Wystąpił jednak na mistrzostwach świata w Bormio w 1985 roku, gdzie był piętnasty w zjeździe i szósty w kombinacji. Na rozgrywanych dwa lata później mistrzostwach świata w Crans-Montana zajmował dziesiątą pozycję w kombinacji i supergigancie. Dziesiątą pozycję w supergigancie wywalczył także podczas rozgrywanych w 1989 roku mistrzostw świata w Vail. W zawodach Pucharu Świata w sezonie 1988/1989 kilkukrotnie plasował się w czołowej dziesiątce, jednak na podium stanął tylko raz: 27 listopada 1988 roku w Schladming był drugi w supergigancie. W efekcie w klasyfikacji generalnej był dopiero szesnasty, jednak w klasyfikacji supergiganta zajął trzecie miejsce. Uległ tylko Zurbriggenowi i Larsowi-Börje Erikssonowi.
W sezonach 1989/1990 i 1990/1991 łącznie pięć razy stawał na podium, odnosząc przy tym dwa zwycięstwa: 11 stycznia 1990 roku w Schladming wygrał zjazd, a 2 grudnia 1990 roku w Valloire był najlepszy w supergigancie. W klasyfikacji generalnej obu sezonów plasował się poza dziesiątką, ale w klasyfikacji supergiganta był czwarty. Na przełomie stycznia i lutego 1991 roku wystąpił na mistrzostwach świata w Saalbach-Hinterglemm, zajmując trzecie miejsce w supergigancie. W zawodach tych wyprzedzili go Austriak Stephan Eberharter oraz Norweg Kjetil André Aamodt. Na tych samych mistrzostwach Francuz był też piętnasty w slalomie i trzynasty w gigancie. Ostatni medal zdobył na rozgrywanych rok później igrzyskach olimpijskich w Albertville, zajmując drugie miejsce w zjeździe. Rozdzielił tam na podium dwóch reprezentantów Austrii: Patricka Ortlieba i Günthera Madera. Wystąpił tam także w gigancie, zajmując osiemnaste miejsce oraz w supergigancie, którego jednak nie ukończył.
Kolejne podium w zawodach pucharowych, i zarazem ostatnie w karierze, Francuz wywalczył 30 października 1993 roku w Sölden, wygrywając giganta. W pozostałych startach sezonu 1993/1994 kilkukrotnie plasował się w czołowej dziesiątce, w tym czterokrotnie był czwarty. Pozwoliło mu to zająć trzynaste miejsce w klasyfikacji generalnej oraz trzecie w klasyfikacji giganta, za Austriakiem Christianem Mayerem i Kjetilem André Aamodtem. Francuz startował w cyklu PŚ do sezonu 1995/1996, jednak bez większych sukcesów. W tym czasie wystąpił jeszcze na igrzyskach w Lillehammer, zajmując trzynaste miejsce w gigancie i 23. miejsce w supergigancie. Brał także udział w mistrzostwach świata w Sierra Nevada w 1996 roku, zajmując piętnastą pozycję w gigancie. W zawodach międzynarodowych startował do 2000 roku, kiedy to postanowił zakończyć karierę.
Piccard dwukrotnie był mistrzem Francji: w 1987 roku zwyciężył w supergigancie, a w 1993 roku był najlepszy w slalomie gigancie.
Jego brat Ian oraz siostra Leïla również uprawiali narciarstwo alpejskie, a najmłodszy brat Ted uprawiał narciarstwo dowolne.

## Osiągnięcia

### Igrzyska olimpijskie
| Miejsce | Dzień     | Rok  | Miejscowość | Konkurencja | Czas biegu | Strata | Zwycięzca           |
| ------- | --------- | ---- | ----------- | ----------- | ---------- | ------ | ------------------- |
| DNF     | 14 lutego | 1984 | Sarajewo    | Gigant      | 2:41,18    | -      | Max Julen           |
| 20.     | 16 lutego | 1984 | Sarajewo    | Zjazd       | 1:45,59    | +2,47  | Bill Johnson        |
| 3.      | 15 lutego | 1988 | Calgary     | Zjazd       | 1:59,63    | +1,61  | Pirmin Zurbriggen   |
| 1.      | 21 lutego | 1988 | Calgary     | Supergigant | 1:39,66    | -      | -                   |
| DNF     | 17 lutego | 1988 | Calgary     | Kombinacja  | 36,55 pkt  | -      | Hubert Strolz       |
| 2.      | 9 lutego  | 1992 | Albertville | Zjazd       | 1:50,37    | +0,05  | Patrick Ortlieb     |
| DNF     | 16 lutego | 1992 | Albertville | Supergigant | 1:13,04    | -      | Kjetil André Aamodt |
| 18.     | 18 lutego | 1992 | Albertville | Gigant      | 2:06,98    | +4,95  | Alberto Tomba       |
| 23.     | 17 lutego | 1994 | Lillehammer | Supergigant | 1:32,53    | +2,22  | Markus Wasmeier     |
| 13.     | 23 lutego | 1994 | Lillehammer | Gigant      | 2:52,46    | +1,51  | Markus Wasmeier     |

### Mistrzostwa świata
| Miejsce | Dzień       | Rok  | Miejscowość   | Konkurencja | Czas biegu | Strata     | Zwycięzca          |
| ------- | ----------- | ---- | ------------- | ----------- | ---------- | ---------- | ------------------ |
| 15.     | 3 lutego    | 1985 | Bormio        | Zjazd       | 2:06,68    | +2,51      | Pirmin Zurbriggen  |
| 6.      | 5 lutego    | 1985 | Bormio        | Kombinacja  | 7,67 pkt   | +47,47 pkt | Pirmin Zurbriggen  |
| 28.     | 31 stycznia | 1987 | Crans-Montana | Zjazd       | 2:07,80    | +3,10      | Peter Müller       |
| 10.     | 1 lutego    | 1987 | Crans-Montana | Kombinacja  | 28,27 pkt  | +59,15 pkt | Marc Girardelli    |
| 10.     | 2 lutego    | 1987 | Crans-Montana | Supergigant | 1:19,93    | +2,58      | Pirmin Zurbriggen  |
| DNF2    | 4 lutego    | 1987 | Crans-Montana | Gigant      | 2:32,38    | -          | Pirmin Zurbriggen  |
| DNS2    | 3 lutego    | 1989 | Vail          | Kombinacja  | 4,72 pkt   | -          | Marc Girardelli    |
| 23.     | 6 lutego    | 1989 | Vail          | Zjazd       | 2:10,39    | +2,48      | Hansjörg Tauscher  |
| 10.     | 8 lutego    | 1989 | Vail          | Supergigant | 1:38,81    | +1,28      | Martin Hangl       |
| 3.      | 23 stycznia | 1991 | Saalbach      | Supergigant | 1:26,73    | +1,82      | Stephan Eberharter |
| 15.     | 27 stycznia | 1991 | Saalbach      | Zjazd       | 1:54,91    | +2,15      | Franz Heinzer      |
| 13.     | 3 lutego    | 1991 | Saalbach      | Gigant      | 2:29,94    | +3,64      | Rudolf Nierlich    |
| 13.     | 3 lutego    | 1996 | Sierra Nevada | Gigant      | 1:58,63    | +5,95      | Alberto Tomba      |

### Mistrzostwa świata juniorów
| Miejsce | Dzień   | Rok  | Miejscowość | Konkurencja | Czas biegu | Strata | Zwycięzca     |
| ------- | ------- | ---- | ----------- | ----------- | ---------- | ------ | ------------- |
| 1.      | 4 marca | 1982 | Auron       | Zjazd       | 1:36,11    | -      | -             |
| 10.     | 7 marca | 1982 | Auron       | Slalom      | 1:27,89    | +2,41  | Johan Wallner |

### Puchar Świata

#### Miejsca w klasyfikacji generalnej
- sezon 1983/1984: 37.
- sezon 1984/1985: 45.
- sezon 1985/1986: 30.
- sezon 1986/1987: 55.
- sezon 1987/1988: 7.
- sezon 1988/1989: 16.
- sezon 1989/1990: 14.
- sezon 1990/1991: 18.
- sezon 1991/1992: 21.
- sezon 1992/1993: 39.
- sezon 1993/1994: 13.
- sezon 1994/1995: 62.
- sezon 1995/1996: 70.

#### Zwycięstwa w zawodach
1. Beaver Creek – 13 marca 1988 (supergigant)
2. Schladming – 11 stycznia 1990 (zjazd)
3. Valloire – 2 grudnia 1990 (supergigant)
4. Sölden – 30 października 1993 (gigant)

- 4 wygrane (2 supergiganty, 1 gigant i 1 zjazd)

#### Pozostałe miejsca na podium
1. Val d’Isère – 10 stycznia 1988 (supergigant) – 2. miejsce
2. Bad Kleinkirchheim – 16 stycznia 1988 (zjazd) – 3. miejsce
3. Bad Kleinkirchheim – 17 stycznia 1988 (kombinacja) – 3. miejsce
4. Schladming – 27 listopada 1988 (supergigant) – 2. miejsce
5. Val d’Isère – 10 grudnia 1989 (supergigant) – 2. miejsce
6. Sestriere – 12 grudnia 1989 (supergigant) – 3. miejsce
7. Mount Hutt – 9 sierpnia 1990 (gigant) – 3. miejsce